# Дзюдо на літніх Олімпійських іграх 2000
Дзюдо на літніх Олімпійських іграх 2000:
Турнір із дзюдо на літніх Олімпійських іграх 2000 був проведений у виставкових залах 1 і 2 в Олімпійському парку в Сіднеї. Жодних змін у програмі або в форматі змагань порівняно з минулими турнірами не відбулося. Чоловіки і жінки змагалися в семи вагових категоріях, кожен, та розіграли 14 комплектів нагород в цілому. Україна на цьому турнірі здобула першу олімпійську нагороду з дзюдо. Бронзовим призером у ваговій категорії до 90 кг став Руслан Машуренко.
- Змагання стартували та закінчились 16 вересня 2000 р.
- Кількість учасників: 398 (237 чоловіків та 161 жінка) з 90 країн.
- Наймолодший учасник: Людмила Крістя з Болгарії (14 років, 176 днів)
- Найстарший учасник: Керолайн Каррен зі США (37 років, 327 днів)
- Найбільша кількість медалей — у Японії (8).

## Медалісти

### Чоловіки
| Категорія                    | Золото                    | Срібло                    | Бронза                      |
| до 60 кг див. детальніше     | Тадахіро Номура Японія    | Чон Буген Південна Корея  | Маноло Пулот Куба           |
| до 60 кг див. детальніше     | Тадахіро Номура Японія    | Чон Буген Південна Корея  | Айдин Смагулов Киргизстан   |
| до 66 кг див. детальніше     | Гюсейн Озкан Туреччина    | Ларбі Бенбудауд Франція   | Джироламо Джовінаццо Італія |
| до 66 кг див. детальніше     | Гюсейн Озкан Туреччина    | Ларбі Бенбудауд Франція   | Георгій Вазагашвілі Грузія  |
| до 73 кг див. детальніше     | Джузеппе Маддалоні Італія | Тьяго Каміло Бразилія     | Анатолій Ларюков Білорусь   |
| до 73 кг див. детальніше     | Джузеппе Маддалоні Італія | Тьяго Каміло Бразилія     | Всеволод Зелений Латвія     |
| до 81 кг див. детальніше     | Макото Такімото Японія    | Чо Інчхоль Південна Корея | Нуну Делгаду Португалія     |
| до 81 кг див. детальніше     | Макото Такімото Японія    | Чо Інчхоль Південна Корея | Олексій Будилін Естонія     |
| до 90 кг див. детальніше     | Марк Гойзінга Нідерланди  | Карлос Онорато Бразилія   | Руслан Машуренко Україна    |
| до 90 кг див. детальніше     | Марк Гойзінга Нідерланди  | Карлос Онорато Бразилія   | Фредерік Демонфукон Франція |
| до 100 кг див. детальніше    | Іноуе Косей Японія        | Ніколя Жиль Канада        | Юрій Стьопкін Росія         |
| до 100 кг див. детальніше    | Іноуе Косей Японія        | Ніколя Жиль Канада        | Стефан Трен Франція         |
| понад 100 кг див. детальніше | Давид Дує Франція         | Сін'їті Сінохара Японія   | Тамерлан Тменов Росія       |
| понад 100 кг див. детальніше | Давид Дує Франція         | Сін'їті Сінохара Японія   | Індрек Пертельсон Естонія   |

### Жінки
| Категорія                   | Золото                      | Срібло                    | Бронза                        |
| до 48 кг див. детальніше    | Рьоко Тамура Японія         | Любов Брулетова Росія     | Анна-Марія Граданте Німеччина |
| до 48 кг див. детальніше    | Рьоко Тамура Японія         | Любов Брулетова Росія     | Енн Сімонс Бельгія            |
| до 52 кг див. детальніше    | Легна Вердесія Куба         | Норіко Нарадзакі Японія   | Ке Сунхі КНДР                 |
| до 52 кг див. детальніше    | Легна Вердесія Куба         | Норіко Нарадзакі Японія   | Лі Юсян Китай                 |
| до 57 кг див. детальніше    | Ісабель Фернандес Іспанія   | Дріуліс Гонсалес Куба     | Кіе Кусакабе Японія           |
| до 57 кг див. детальніше    | Ісабель Фернандес Іспанія   | Дріуліс Гонсалес Куба     | Марія Пеклі Австралія         |
| до 63 кг див. детальніше    | Северін Ванденьєнде Франція | Лі Шуфа Китай             | Чон Сонсук Південна Корея     |
| до 63 кг див. детальніше    | Северін Ванденьєнде Франція | Лі Шуфа Китай             | Гелла Вандекавей Бельгія      |
| до 70 кг див. детальніше    | Сібеліс Веранес Куба        | Кейт Хоуі Велика Британія | Чо Мін Сон Південна Корея     |
| до 70 кг див. детальніше    | Сібеліс Веранес Куба        | Кейт Хоуі Велика Британія | Іленія Скапін Італія          |
| до 78 кг див. детальніше    | Тан Лінь Китай              | Селін Лебрюн Франція      | Симона Ріхтер Румунія         |
| до 78 кг див. детальніше    | Тан Лінь Китай              | Селін Лебрюн Франція      | Емануела П'єрантоцці Італія   |
| понад 78 кг див. детальніше | Юань Хуа Китай              | Дайма Бельтран Куба       | Кім Сон-ен Південна Корея     |
| понад 78 кг див. детальніше | Юань Хуа Китай              | Дайма Бельтран Куба       | Маюмі Ямасіта Японія          |

## Таблиця медалей
| Місце | Країна          | Золото | Срібло | Бронза | Загалом |
| ----- | --------------- | ------ | ------ | ------ | ------- |
| 1     | Японія          | 4      | 2      | 2      | 8       |
| 2     | Франція         | 2      | 2      | 2      | 6       |
| 3     | Куба            | 2      | 2      | 1      | 5       |
| 4     | Китай           | 2      | 1      | 1      | 4       |
| 5     | Італія          | 1      | 0      | 3      | 4       |
| 6—8   | Нідерланди      | 1      | 0      | 0      | 1       |
| 6—8   | Іспанія         | 1      | 0      | 0      | 1       |
| 6—8   | Туреччина       | 1      | 0      | 0      | 1       |
| 9     | Південна Корея  | 0      | 2      | 3      | 5       |
| 10    | Бразилія        | 0      | 2      | 0      | 2       |
| 11    | Росія           | 0      | 1      | 2      | 3       |
| 12    | Канада          | 0      | 1      | 0      | 1       |
| —     | Велика Британія | 0      | 1      | 0      | 1       |
| 14    | Бельгія         | 0      | 0      | 2      | 2       |
| —     | Естонія         | 0      | 0      | 2      | 2       |
| 16—25 | Австралія       | 0      | 0      | 1      | 1       |
| 16—25 | Німеччина       | 0      | 0      | 1      | 1       |
| 16—25 | Грузія          | 0      | 0      | 1      | 1       |
| 16—25 | Киргизстан      | 0      | 0      | 1      | 1       |
| 16—25 | Латвія          | 0      | 0      | 1      | 1       |
| 16—25 | КНДР            | 0      | 0      | 1      | 1       |
| 16—25 | Португалія      | 0      | 0      | 1      | 1       |
| 16—25 | Румунія         | 0      | 0      | 1      | 1       |
| 16—25 | Україна         | 0      | 0      | 1      | 1       |
| 16—25 | Білорусь        | 0      | 0      | 1      | 1       |